# Raión de Krasni Yar (Astracán)
El raión de Krasni Yar (ruso: Красноя́рский райо́н) es un distrito administrativo y municipal (raión) ruso perteneciente a la óblast de Astracán. Se ubica en el este de la óblast. Su capital es Krasni Yar.
En 2021, el raión tenía una población de 36 565 habitantes. Casi la mitad de los habitantes son étnicamente kazajos y algo menos de un tercio son étnicamente rusos. En el raión viven también pequeñas minorías de nogayos y tártaros.
El raión es fronterizo al este con Kazajistán. La población se concentra al sur del raión, en la periferia nororiental de la capital regional Astracán, donde hay tierras cultivables en torno al río Buzán. El resto del raión tiene paisaje de estepa y está poco habitado.

## Subdivisiones
Comprende 51 localidades agrupadas en ocho asentamientos rurales: Stepnói, Ajtúbinsk (con capital en Komsomolski), Báibek, Buzán (con capital en Novourusovka), Vatazhnoye, Dzhanai, Krasni Yar (la capital distrital) y Seitovka.